# Layout

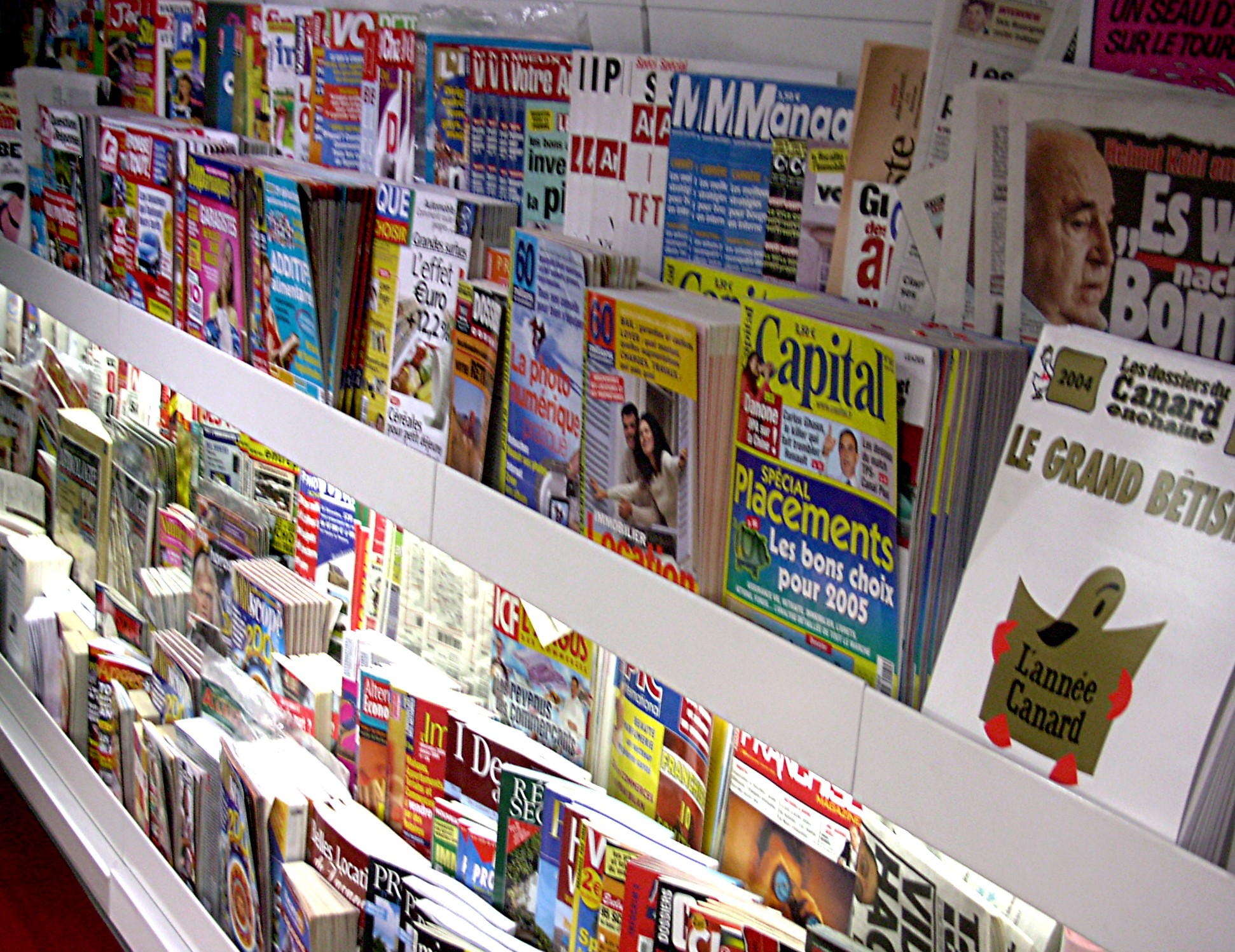
Časopisy na stánku

Layout (angl. plán, rozvrh) znamená grafické rozvržení tiskové nebo elektronické stránky, případně i jiné plochy. Zahrnuje obvykle:
- formát stránky a tiskové zrcadlo (sazební obrazec),
- rozvržení textu, obrázků a prázdných ploch,
- typ, velikost a barvy písma,
- záhlaví a nadpisy
- další grafické prvky (logo, linky a podobně)
- výběr barev nebo motivů pozadí, případně ještě další.

O layoutu se hovoří zejména u takových tiskovin a grafických produktů, které se buď opakují (noviny, časopis, televizní pořad), anebo spolu nějak souvisí (například ediční řada knih, reklamy určité firmy). V těchto případech je to totiž právě jednotná grafická úprava čili layout, který vyjadřuje souvislost mezi jednotlivými produkty: celkový vzhled či „tvář“ určitých novin zůstává den za dnem stejná, i když pokaždé obsahuje jiné zprávy, texty, obrázky. Podobně u časopisu nebo televizního pořadu. Čtenář a divák je podle layoutu na první pohled pozná od jiných, což je základ odbytové strategie jejich producentů.
Pro účinnost reklamních tisků, plakátů i inzerátů je velmi důležité, aby se divákům a čtenářům vtiskl do paměti jejich charakteristický layout a pevně se spojil s příslušným výrobkem nebo firmou. Důležitou součástí layoutu je mimo jiné logo, výběr písem a barev, případně i určitá specifická grafická technika; zajímavým příkladem jsou plakáty a tiskoviny pražské zoologické zahrady, vytvářené jednotnou technikou linorytu.